# Czistooziornoje
Czistooziornoje (ros. Чистоозёрное) – osiedle typu miejskiego w Rosji, w obwodzie omskim, ośrodek administracyjny rejonu czistooziornego. W 2010 liczyło 6429 mieszkańców.